# 10542 Ruckers
A 10542 Ruckers (ideiglenes jelöléssel 1992 CN3) a Naprendszer kisbolygóövében található aszteroida. Eric Walter Elst fedezte fel 1992. február 2-án.